# Argelander-Institut für Astronomie
Das Argelander-Institut für Astronomie (AIfA) der Universität Bonn entstand 2006 aus dem Zusammenschluss dreier Institute der Universität: der Sternwarte, des Radioastronomischen Instituts und des Instituts für Astrophysik und extraterrestrische Forschung.

## Sternwarte

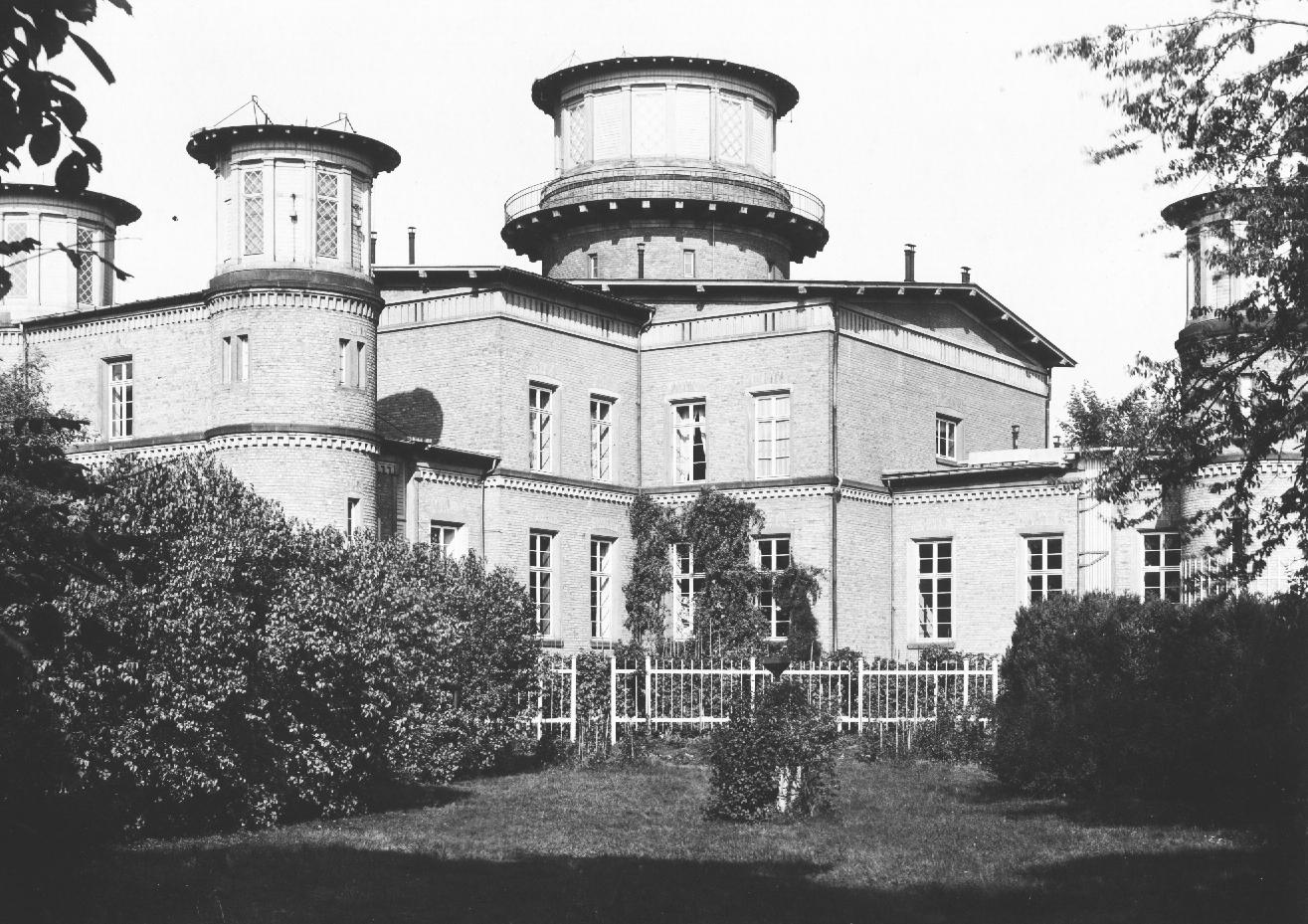
Die Bonner Sternwarte an der Poppelsdorfer Allee, um 1893

Die astronomischen Forschungen an der Universität Bonn fingen unmittelbar nach der Universitätsgründung 1817 an. Die an der Poppelsdorfer Allee errichtete Sternwarte der Universität erlangte im 19. Jahrhundert weltweite Bekanntheit. Die Leiter der Sternwarte waren Karl Dietrich von Münchow (1819–1836), Friedrich Wilhelm August Argelander (1836–1875), Eduard Schönfeld (1875–1891), Karl Friedrich Küstner (1891–1924), Arnold Kohlschütter (1925–1946) und Friedrich Becker (1947–1966). Der Wiederaufbau der Universität nach dem Krieg und die rasanten Entwicklungen in der Astronomie führten unter der Leitung von Becker zu vielfältigen Initiativen in Bonn.

## Observatorium Hoher List
Becker verfolgte, wie schon Küstner, den Bau eines Observatoriums als Außenstation, frei von städtischer Lichtverschmutzung. Als Standort wurde die Kuppe Hoher List bei Daun (Eifel) ausgewählt. Der Bau begann 1952 und 1954 wurden dort die astronomischen Arbeiten aufgenommen. 1964 folgte eine Erweiterung, insbesondere um ein, für ein Universitätsinstitut damals großes, 106-cm-Teleskop. Durch die Etablierung der Europäischen Südsternwarte Ende der 1960er Jahre, mit ihren großen Observatorien auf den Bergen La Silla und später am Paranal (Chile), wozu auch alle deutschen Astronomen Zugang haben, war es schwierig geworden, am Hohen List noch Messergebnisse in konkurrenzfähiger Qualität zu gewinnen. Nach vielen Jahren erfolgreicher Forschung wurde 2008 entschieden, den Betrieb am Hohen List einzustellen.

## Radioastronomie
Durch Mitwirkung eines Ministerialdirektors in Düsseldorf konnte nach dem Krieg für die Wissenschaft der Radioastronomie ein elektronischer Empfänger gebaut werden, der 1956 an einem sogenannten Würzburg-Riesen (ein 25-m-Radarspiegel) auf dem Stockert bei Bad Münstereifel eingesetzt wurde. Die Erfolge in der Forschung führten 1957 zu der Gründung des Radioastronomischen Instituts. Bald entstand der Wunsch, mit einem sehr viel größeren Radioteleskop international mitmischen zu können. Mit dem Ziel des Baus eines großen Radioteleskops und der Realisierung wurde 1967 das Max-Planck-Institut für Radioastronomie (MPIfR) gegründet. Ab 1997 wurde am Stockert nicht mehr wissenschaftlich gearbeitet. Das 100-m-Radioteleskop des MPIfR in einem Tal nahe Effelsberg gehört noch zu den Besten der Welt.

## Astrophysik und extraterrestrische Forschung
Als 1957 der erste künstliche Satellit Sputnik in eine Bahn um die Erde gebracht wurde, fing das Rätselraten um Herkunft und Bedeutung der Funksignale an. Wissenschaftler in Bonn klärten die Sache. 1964 wurde erneut ein eigenes Institut, das Institut für Astrophysik und extraterrestrische Forschung, etabliert. Im Laufe der Jahre kamen die Untersuchungen des interplanetaren Raumes zur Blüte und wurde die kosmologische Forschung verstärkt.

## Zusammenschluss

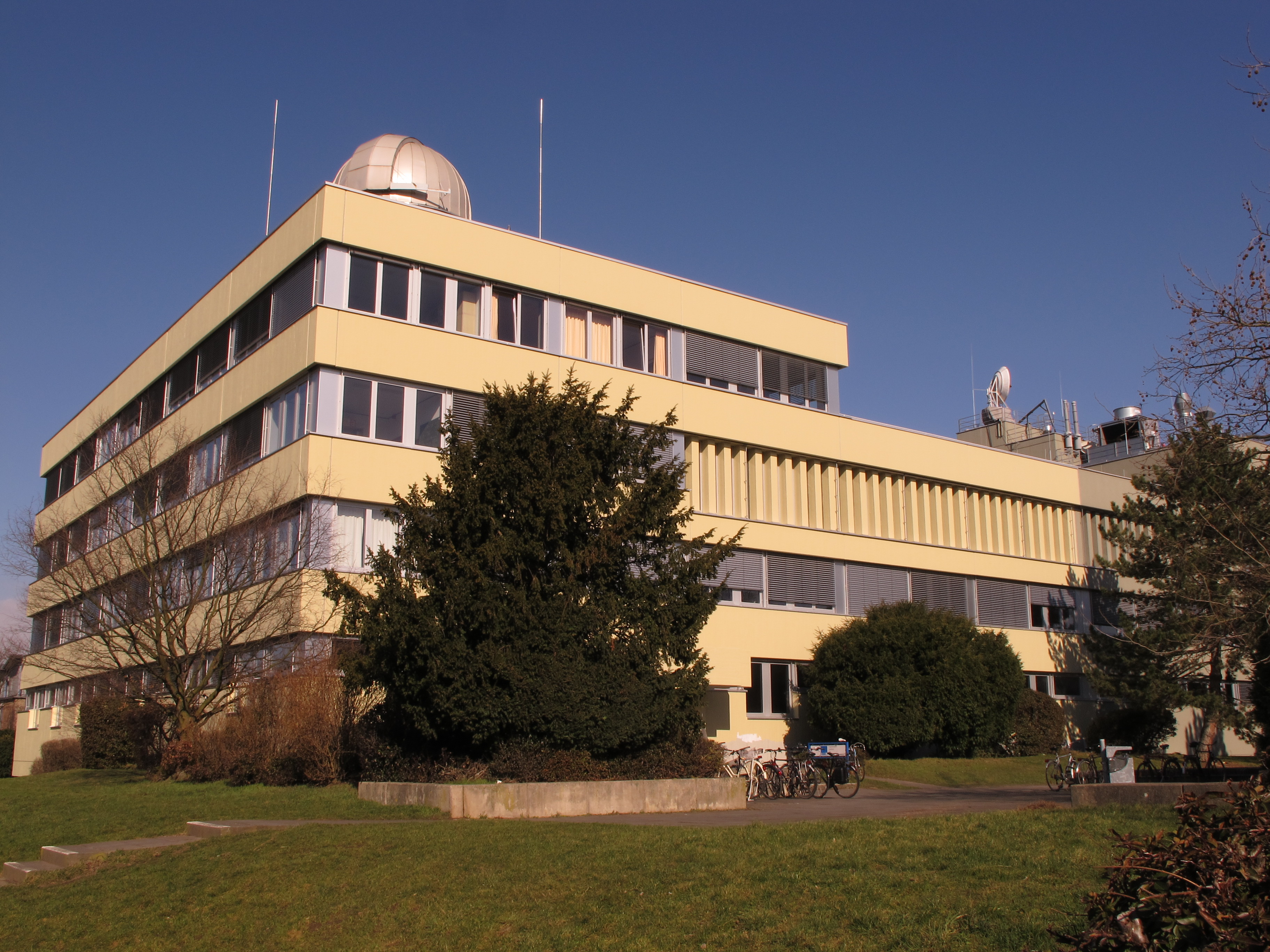
Das Gebäude des Argelander-Instituts für Astronomie

Auf Beckers Wunsch hin wurden die drei nunmehr vorhandenen Astronomischen Institute [der Universität] in 1964 zu einem Department zusammengefasst, dessen Geschäftsführung jeweils für zwei Jahre einem der drei Direktoren übertragen wurde. Noch 1965 lief die Planung eines von Becker angeregten neuen Institutsgebäude an (er ging 1966 in den Ruhestand). Seit 1973 sind die drei Universitätsinstitute in einem Flügel des neuen großen Gebäudes für Astronomie im Bonner Ortsteil Endenich beheimatet (die Anschrift Auf dem Hügel war und ist für Astronomen schön). Das Max-Planck-Institut für Radioastronomie nutzt etwa 2/3, die Institute der Universität 1/3 des Gebäudes.
Die drei Institute der Universität, die seit Einzug in das Gebäude in Endenich eine immer engere Kooperation auf der Verwaltungsebene pflegten, entschieden 2006, unter wohlwollender Zustimmung der Universitätsleitung, sich zu einem Institut zu vereinen. Mit dem Namen für das Ganze wurde einstimmig Argelander, der der Astronomie in Bonn einen rasanten Start gegeben hatte, geehrt.